# Pancrácio Taronita
Pancrácio Taronita (em grego clássico: Παγκράτιος Ταρωνίτης; romaniz.: Pankrátios Taronítes)  foi um príncipe armênio de Taraunitis, que serviu ao Império Bizantino no reinado do imperador Basílio II (r. 976–1025)

## Vida

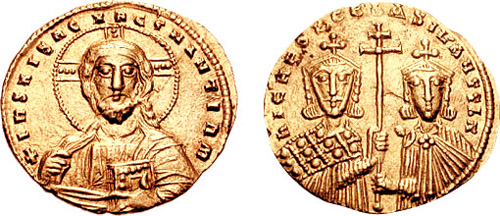
Histameno de r. e r.

Era filho de Asócio III, príncipe da região de Taraunitis no sul da Armênia. Na morte de Asócio em 968, Pancrácio e seu irmão Gregório cederam Taraunitis ao Império Bizantino em troca de extensas terras dentro do império e o título de patrício. Com a derrota bizantina na Batalha da Porta de Trajano em 986, o Império Bizantino mergulhou em guerra civil na qual Bardas Focas, o Jovem e Bardas Esclero, que representavam a aristocracia da Ásia Menor, rebelaram-se contra o então imperador Basílio II Bulgaróctono (r. 976–1025). Os dois irmãos envolveram-se na guerra civil, inicialmente do lado de Bardas Focas, mas logo mudaram para o lado do imperador.
Casou com Helena, filha do magistro e reitor Miguel Lecapeno e bisneta do imperador Romano I (r. 920–944), com quem teve Ágata. Se pode especular que não se casou com Helena até depois de sua mudança para Constantinopla e sua aceitação na aristocracia, de modo que Helena talvez não fosse sua primeira esposa. Honigmann considerou que Pancrácio era o pai dos "filhos de Pancrácio" citados por Iáia, que foram enviados para ajudar Bardas Focas por Davi III (r. 966–1001) quando se revoltou contra Basílio.